# Siemień-Kolonia
Siemień-Kolonia – część wsi Siemień w Polsce położona w województwie lubelskim, w powiecie parczewskim, w gminie Siemień. Leży przy drodze wojewódzkiej nr 815.
Do końca 2017 roku była to samodzielna wieś. 
W latach 1975–1998 miejscowość administracyjnie należała do województwa bialskopodlaskiego.